# La Plume de ma tante
La Plume de ma tante est le titre d'une comédie musicale théâtrale, conçue, écrite et mise en scène par Robert Dhéry en 1955 au Garrick Theatre de Londres, donnée durant deux ans et demi, reprise aux États-Unis au Broadway Theatre de New York en 1958 puis produite en France en 1965, dans une formule adaptée, au Théâtre des Variétés à Paris, sur une musique de Gérard Calvi et des paroles anglaises de Ross Parker et francophones de Francis Blanche. Le spectacle caricature la société et les mœurs en France à l'époque; il est constitué de plusieurs saynettes en anglais, en français ou mimées.
On retrouve une partie de la troupe Les Branquignols dans les différentes versions de cette comédie musicale.
Jouée en 1959 à Broadway de New York, la comédie musicale est nommée aux Tony Award comme Meilleure comédie musicale de l'année et dans trois autres catégories. Elle remporte le Special Tony Award de 1959.
Au total, le spectacle est donné durant 835 représentations au Royale Theater entre le 11 november 1958 et le 17 décembre 1960. Au cours de l'année 1961, la comédie musicale est successivement donnée à Las Vegas, à Los Angeles et à San Francisco.